# Dorsifulcrum albescens
Dorsifulcrum albescens är en fjärilsart som beskrevs av Claude Herbulot 1979. Dorsifulcrum albescens ingår i släktet Dorsifulcrum och familjen mätare. Inga underarter finns listade i Catalogue of Life.